# Carl Cain
Carl Cecil Cain, (Freeport, Illinois, 2 de agosto de 1934-2 de junio de 2024) fue un jugador de baloncesto estadounidense. Con 1,90 de estatura, su puesto natural en la cancha era el de ala-pívot. Fue campeón olímpico con Estados Unidos en los Juegos Olímpicos de Melbourne 1956.

## Primeros años
Cain nació en Freeport, Illinois, el 2 de agosto de 1934, hijo de Sammie Cain Jr. e Ines Williams. Jugó con el futuro jugador de los Iowa Hawkeyes, McKinley Davis, durante su penúltimo año de secundaria, ganando el título estatal de secundaria de Illinois en 1951. Bucky O'Connor reclutó a Davis para Iowa City y Davis pidió a Cain que lo acompañara. A O'Connor le gustó la idea de que Cain se uniera al equipo de Iowa. Inicialmente, Cain decidió especializarse en ciencias políticas.

## Carrera

### Fabulosos Cinco
Cain fue parte de un grupo de los Iowa Hawkeyes denominado los Fabulosos Cinco que estuvieron en la Final Four del torneo de la NCAA durante dos años consecutivos en la temporada 1955–56, con solo otro equipo de Iowa en 1980 logrando esa hazaña desde entonces. El grupo también estaba compuesto por Bill Logan, Bill Schoof, Bill Seaberg y Sharm Scheuerman. Cain dijo en 2005 que los Fabulosos Cinco no eran "excepcionalmente talentosos", pero que "se unieron en Iowa en un momento en que nuestras habilidades se combinaron con el entrenamiento que recibimos. Cuando eso sucedió, nos convertimos en algo especial". Aunque cualquiera de los cinco jugadores podía tener el papel principal en un juego, Cain fue elegido como el Jugador Más Valioso durante sus años de segundo y último año. Durante su tercer año, fueron el primer equipo de Iowa en promediar 80 puntos por partido.
Durante el primer juego para llegar a la Final Four en 1955, los Hawkeyes perdieron 76–73 contra los La Salle Explorers. Durante ese juego, Cain anotó 17 puntos y tuvo 24 rebotes. En 1956, los Hawkeyes ganaron 17 juegos consecutivos para jugar en el partido por el título de la NCAA contra los San Francisco Dons. Cain anotó 17 puntos y tuvo 12 rebotes en el juego.

### Futura carrera deportiva
Cain fue parte del equipo olímpico de EE. UU. de 1956 y estuvo en el mismo equipo que Bill Russell, quien jugó anteriormente para San Francisco durante el juego anterior de 1956. Sin embargo, Cain no jugó mucho durante el partido por la medalla de oro. Durante su carrera promedió 14.2 puntos y 14 rebotes en 74 juegos en Iowa. Cain fue incluido en el Salón de la Fama de Iowa del Des Moines Register. Cain dijo sobre la inclusión: "Solo estaba un paso por encima de ser ordinario". El Des Moines Register dijo: "Pero aquellos que lo vieron mostrar el tiro, los rebotes y la tenacidad defensiva que fueron sus características distintivas para los Fabulosos Cinco nunca cuestionarán el hecho de que Cain merece cualquier reconocimiento que se le dé". El jersey número 21 de Cain fue retirado junto con los de los otros cuatro de los Fabulosos Cinco.

### Retiro
Después de graduarse, Cain se unió al Ejército y no pudo seguir jugando baloncesto después de su servicio debido a problemas de espalda. Su dolor de espalda comenzó durante su entrenamiento en Fort Leonard Wood y sus prácticas para el equipo olímpico de baloncesto de 1956. Su espalda se tensó mientras se ataba los zapatos antes de un juego de los Juegos Olímpicos de 1956, lo que hizo que fuera enviado al hospital durante la mayor parte del juego. Cain regresó para anotar un punto con un tiro libre. Cain dijo que ese juego "fue uno de los momentos más destacados" de su carrera atlética. Continuó: "Pero te pondré en mi lugar y dejaré que descubras cómo se sintió. Fue una experiencia abrumadoramente difícil para mí. No fue una que busqué. No fue una que atesoré. Fue una gran decepción". Cain tenía una hernia de disco que le hizo retirarse del baloncesto a pesar de tener la oportunidad de jugar para los Rochester Royals en 1958 después de su baja del Ejército.